# 1271
Il 1271 (MCCLXXI in numeri romani) è un anno  del XIII secolo.

## Eventi
- 8 aprile - il Krak dei Cavalieri si arrende al Sultano mamelucco Baybars.
- 1º settembre - Inizia il pontificato di papa Gregorio X.
- 18 dicembre - Per volere del khagan dei mongoli, Kublai Khan, viene fondata la dinastia Yuan. Kublai Khan si proclama così imperatore della Cina.

## Nati
- 4 gennaio - Isabella d'Aragona, sovrana portoghese († 1336)
- 13 marzo - Guta d'Asburgo, regina († 1297)
- 14 marzo - Stefano I di Baviera, duca († 1310)
- 8 settembre - Carlo Martello d'Angiò, sovrano († 1295)
- 27 settembre - Venceslao II di Boemia, re († 1305)
- 5 novembre - Ghazan Khan, sovrano mongolo († 1304)
- Dino Frescobaldi, poeta italiano
- Gong Di, imperatore cinese († 1323)
- Michail Jaroslavič, principe russo († 1318)
- Teodoro III d'Armenia, re († 1298)
- Varnerio di Oberwesel, santo tedesco († 1287)
- Enrico II di Cipro, re († 1324)

## Morti
- 10 gennaio - Ottone II di Gheldria, conte (n. 1215)
- 18 gennaio - Margherita d'Ungheria, religiosa e santa ungherese (n. 1242)
- 28 gennaio - Isabella d'Aragona, principessa (n. 1247)
- 13 marzo - Enrico di Cornovaglia, principe inglese (n. 1235)
- 10 aprile - Stefano il Postumo, nobile ungherese (n. 1236)
- 27 aprile - Isabella di Francia, principessa francese (n. 1242)
- 28 aprile - Gamelin, vescovo cattolico e politico scozzese
- 21 agosto - Alfonso di Poitiers, nobile francese (n. 1220)
- 25 agosto - Giovanna di Tolosa, contessa (n. 1220)
- 24 ottobre - Elisabetta d'Ungheria, nobile ungherese (n. 1236)
- 25 ottobre - Enrico da Susa, cardinale francese
- Adamo di Kilconquhar, nobile scozzese
- Albrecht von Scharfenberg, poeta tedesco
- Alessandro di Brema, biblista tedesco
- Elena Ducas, principessa bizantina (n. 1242)
- Michele II d'Epiro, militare bizantino
- Barak Khan, condottiero mongolo
- Malise II, conte di Strathearn, nobile scozzese
- Mastro Gerardus, architetto tedesco
- Simone VI di Montfort, nobile inglese (n. 1240)
- Costantino Paleologo, nobile e generale bizantino
- Guglielmo Peraldo, presbitero e teologo francese
- Steinvör Sighvatsdóttir, poetessa islandese
- Guglielmo Stendardo, ammiraglio e generale francese
- Marsilio Zorzi, politico e diplomatico italiano
- Margherita di Francia, nobile francese (n. 1254)
- Kirakos di Gandzak, storico armeno (n. 1200)

## Calendario
| Calendario 1271 | Calendario 1271 | Calendario 1271 | Calendario 1271 | Calendario 1271 | Calendario 1271 | Calendario 1271 | Calendario 1271 | Calendario 1271 | Calendario 1271 | Calendario 1271 | Calendario 1271 | Calendario 1271 | Calendario 1271 | Calendario 1271 | Calendario 1271 | Calendario 1271 | Calendario 1271 | Calendario 1271 | Calendario 1271 | Calendario 1271 | Calendario 1271 | Calendario 1271 | Calendario 1271 | Calendario 1271 | Calendario 1271 | Calendario 1271 | Calendario 1271 | Calendario 1271 | Calendario 1271 | Calendario 1271 | Calendario 1271 | Calendario 1271 |
| --------------- | --------------- | --------------- | --------------- | --------------- | --------------- | --------------- | --------------- | --------------- | --------------- | --------------- | --------------- | --------------- | --------------- | --------------- | --------------- | --------------- | --------------- | --------------- | --------------- | --------------- | --------------- | --------------- | --------------- | --------------- | --------------- | --------------- | --------------- | --------------- | --------------- | --------------- | --------------- | --------------- |
|                 | 1               | 2               | 3               | 4               | 5               | 6               | 7               | 8               | 9               | 10              | 11              | 12              | 13              | 14              | 15              | 16              | 17              | 18              | 19              | 20              | 21              | 22              | 23              | 24              | 25              | 26              | 27              | 28              | 29              | 30              | 31              |                 |
| Gennaio         | Gi              | Ve              | Sa              | Do              | Lu              | Ma              | Me              | Gi              | Ve              | Sa              | Do              | Lu              | Ma              | Me              | Gi              | Ve              | Sa              | Do              | Lu              | Ma              | Me              | Gi              | Ve              | Sa              | Do              | Lu              | Ma              | Me              | Gi              | Ve              | Sa              |                 |
| Febbraio        | Do              | Lu              | Ma              | Me              | Gi              | Ve              | Sa              | Do              | Lu              | Ma              | Me              | Gi              | Ve              | Sa              | Do              | Lu              | Ma              | Me              | Gi              | Ve              | Sa              | Do              | Lu              | Ma              | Me              | Gi              | Ve              | Sa              |                 |                 |                 |                 |
| Marzo           | Do              | Lu              | Ma              | Me              | Gi              | Ve              | Sa              | Do              | Lu              | Ma              | Me              | Gi              | Ve              | Sa              | Do              | Lu              | Ma              | Me              | Gi              | Ve              | Sa              | Do              | Lu              | Ma              | Me              | Gi              | Ve              | Sa              | Do              | Lu              | Ma              |                 |
| Aprile          | Me              | Gi              | Ve              | Sa              | Do              | Lu              | Ma              | Me              | Gi              | Ve              | Sa              | Do              | Lu              | Ma              | Me              | Gi              | Ve              | Sa              | Do              | Lu              | Ma              | Me              | Gi              | Ve              | Sa              | Do              | Lu              | Ma              | Me              | Gi              |                 |                 |
| Maggio          | Ve              | Sa              | Do              | Lu              | Ma              | Me              | Gi              | Ve              | Sa              | Do              | Lu              | Ma              | Me              | Gi              | Ve              | Sa              | Do              | Lu              | Ma              | Me              | Gi              | Ve              | Sa              | Do              | Lu              | Ma              | Me              | Gi              | Ve              | Sa              | Do              |                 |
| Giugno          | Lu              | Ma              | Me              | Gi              | Ve              | Sa              | Do              | Lu              | Ma              | Me              | Gi              | Ve              | Sa              | Do              | Lu              | Ma              | Me              | Gi              | Ve              | Sa              | Do              | Lu              | Ma              | Me              | Gi              | Ve              | Sa              | Do              | Lu              | Ma              |                 |                 |
| Luglio          | Me              | Gi              | Ve              | Sa              | Do              | Lu              | Ma              | Me              | Gi              | Ve              | Sa              | Do              | Lu              | Ma              | Me              | Gi              | Ve              | Sa              | Do              | Lu              | Ma              | Me              | Gi              | Ve              | Sa              | Do              | Lu              | Ma              | Me              | Gi              | Ve              |                 |
| Agosto          | Sa              | Do              | Lu              | Ma              | Me              | Gi              | Ve              | Sa              | Do              | Lu              | Ma              | Me              | Gi              | Ve              | Sa              | Do              | Lu              | Ma              | Me              | Gi              | Ve              | Sa              | Do              | Lu              | Ma              | Me              | Gi              | Ve              | Sa              | Do              | Lu              |                 |
| Settembre       | Ma              | Me              | Gi              | Ve              | Sa              | Do              | Lu              | Ma              | Me              | Gi              | Ve              | Sa              | Do              | Lu              | Ma              | Me              | Gi              | Ve              | Sa              | Do              | Lu              | Ma              | Me              | Gi              | Ve              | Sa              | Do              | Lu              | Ma              | Me              |                 |                 |
| Ottobre         | Gi              | Ve              | Sa              | Do              | Lu              | Ma              | Me              | Gi              | Ve              | Sa              | Do              | Lu              | Ma              | Me              | Gi              | Ve              | Sa              | Do              | Lu              | Ma              | Me              | Gi              | Ve              | Sa              | Do              | Lu              | Ma              | Me              | Gi              | Ve              | Sa              |                 |
| Novembre        | Do              | Lu              | Ma              | Me              | Gi              | Ve              | Sa              | Do              | Lu              | Ma              | Me              | Gi              | Ve              | Sa              | Do              | Lu              | Ma              | Me              | Gi              | Ve              | Sa              | Do              | Lu              | Ma              | Me              | Gi              | Ve              | Sa              | Do              | Lu              |                 |                 |
| Dicembre        | Ma              | Me              | Gi              | Ve              | Sa              | Do              | Lu              | Ma              | Me              | Gi              | Ve              | Sa              | Do              | Lu              | Ma              | Me              | Gi              | Ve              | Sa              | Do              | Lu              | Ma              | Me              | Gi              | Ve              | Sa              | Do              | Lu              | Ma              | Me              | Gi              |                 |